# Vesna Jevnikar
Vesna Jevnikar, slovenska gledališka in filmska igralka, * 22. januar 1964, Ljubljana.
Leta 1987 je diplomirala na Akademiji za gledališče, radio, film in televizijo v Ljubljani. Med letoma 1990 in 1997 je bila članica Slovenskega ljudskega gledališča Celje, od leta 1998 pa je članica Prešernovega gledališča Kranj. Nastopila je v več slovenskih filmih in serijah, tudi Sreča na vrvici, Nobeno sonce in Ljubezen. Leta 1986 je prejela Borštnikovo nagrado za mladega igralca ali igralko. 
Leta 2016 je sodelovala pri sinhronizaciji filma Vaiana: Iskanje bajeslovnega otoka, kjer je sinhronizirala Gramma Tala/Nana Tala.

## Filmografija
- V imenu ljudstva (2020-2023, TV serija)
- Obletnica (2010, kratki igrani film)
- Dedek mraz (2007, kratki igrani film)
- En dan resnice (2006, srednjemetražni igrani film)
- Kosilnica (2006, srednjemetražni igrani film)
- Ruševine (2004, celovečerni igrani film)
- Peklenski načrt (1992, mladinski TV film)
- Pripovedke iz medenega cvetličnjaka (1991, TV nadaljevanka)
- Do konca in naprej (1990, celovečerni igrani film)
- Ječarji (1990, celovečerni igrani film)
- Nekdo drug (1989, celovečerni igrani film)
- Veter v mreži (1989, celovečerni igrani film)
- Maja in vesoljček (1988, celovečerni igrani film)
- Čisto pravi gusar (1987, celovečerni igrani film)
- Poletje v školjki (1986, celovečerni igrani film)
- Naš človek (1985, celovečerni igrani film)
- Nobeno sonce (1984, celovečerni igrani film)
- Ljubezen (1984, celovečerni igrani film)
- Sreča na vrvici (1977, celovečerni igrani film)